# Ара Шіраз
Ара Шіраз (вірм. Արա Շիրազ), справжнє ім'я Арамазд Ованесович Карапетян (вірм. Արամազդ Հովհաննեսի Կարապետյան; 8 червня 1941 — 18 березня 2014) — вірменський художник-скульптор, Заслужений художник Вірменської РСР (1979), Народний художник Республіки Вірменія (2010), Лауреат Президентської премії Республіки Вірменія.

## Життєпис
Арамазд Карапетян народився у родині поетеси Сільви Капутікян і поета Ованеса Шираза (Карапетяна). У віці 9 років записався в гурток художньої самодіяльності у школі, вибравши скульптуру. Закінчив Єреванський державний художньо-театральний інститут у 1966 році. Учасник численних виставок юних художників республіканського, всесоюзного та міжнародного рівня. Член Спілки художників Вірменії з 1968 року, організатор виставок у Москві, Ленінграді та Тбілісі. Учасник фестивалю вірменського мистецтва «Від Урарту до сьогодення» (Париж, 1970). У 1977 році отримав звання Заслуженого художника Вірменії, в 1979 році удостоєний Державної премії за барельєф «Орли» на даху готелю «Двін» (Єреван, 1978).
Шираз був відомий як автор скульптурних портретів (Вільяма Сарояна, Пабло Пікассо, Ерванда Кочара, Ованеса Шираза, Вруїра Галстяна і багатьох інших), активно захоплювався персонажами з вірменської міфології, епосів і казок, а також образами діячів мистецтва. Роботи Шираза виставлені в Музеї сучасного мистецтва і Національної галереї Вірменії в Єревані, в Третьяковській галереї і Державному музеї мистецтв народів Сходу в Москві.
У 1987 році Арамазд Карапетян обраний президентом Спілки художників Вірменії та членом Секретаріату Спілки художників СРСР. Картини і скульптури авторства Шираза знаходяться у багатьох приватних колекціях в Москві, Санкт-Петербурзі, Тбілісі, Єревані, Бейруті, Парижі, Лондоні, Нью-Йорку, Лос-Анджелесі, Чикаго, Детройті, Монреалі та інших містах світу.

## Вибрані роботи
- Антуни (1969)[1]
- Ода (1970)[1]

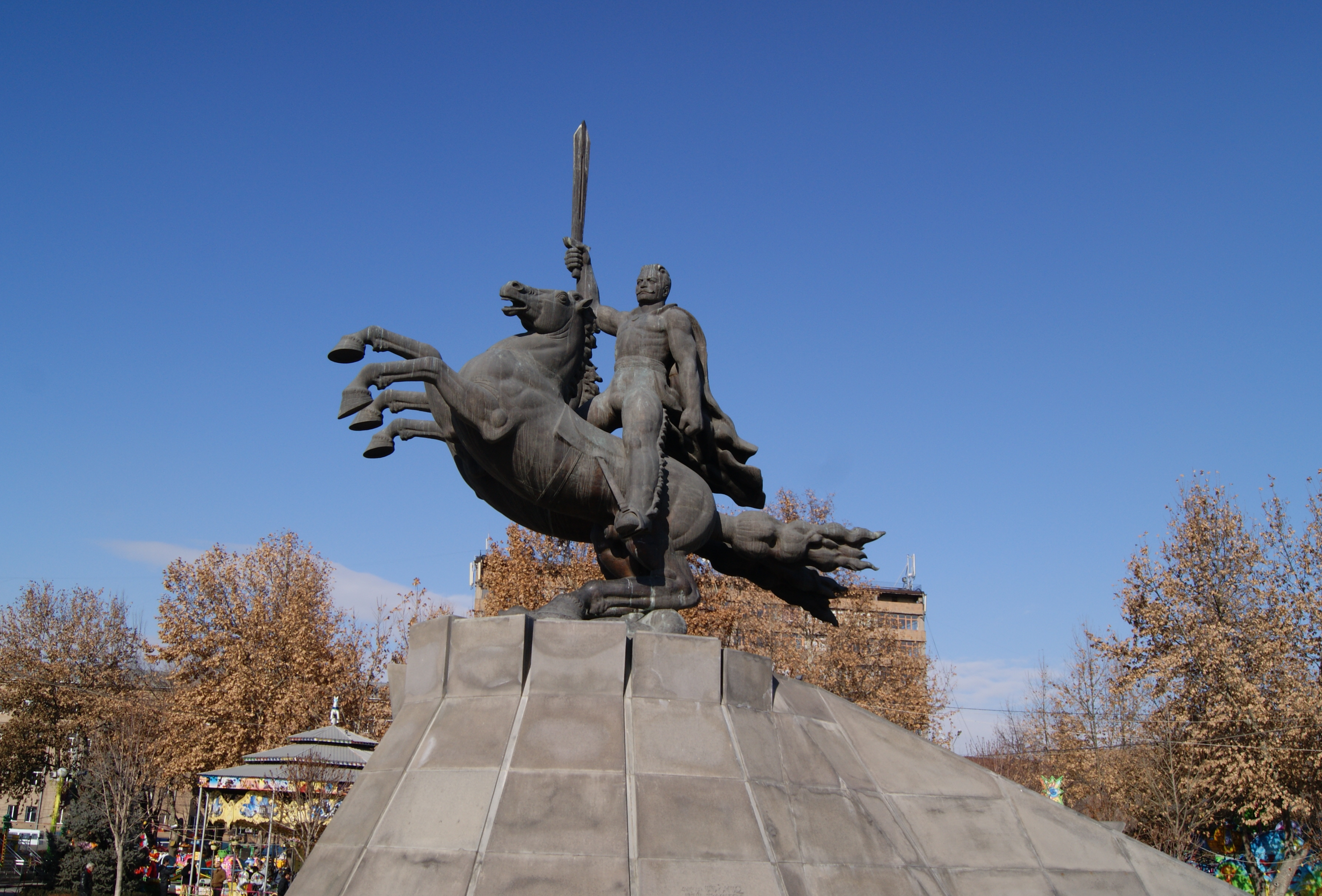
Кінна статуя Полководця Андраніка біля Собору Святого Григорія Просвітителя

- Єгіше Чаренц (1977—1979, Чаренцаван, будинок-музей поета)[1][3]
- Паруйр Севак (1974—1978, Єреван, для однойменної школи)[1][3]
- Олександр Мясникян (1980—1981, Єреван)[1][3]
- Вільям Сароян (1975—1984; 1991, Єреван, Пантеон імені Комітаса)[1][3]
- Грачья Нерсісян (1976)[1]
- Тигран Петросян (1989, Єреван, Шаховий будинок)
- Ованес Шираз (1989, Єреван, Пантеон імені Комітаса; 2005, Єреван, округ Малатія-Себастія)[4]
- Сергій Параджанов (1999, Єреван, Пантеон імені Комітаса)
- Зоравар Андранік (2001—2002, Єреван, перед Собором Святого Григорія Просвітителя)[1]
- Вазген I (2008, Севан, Богословська академія імені Васкеняна)[5]
- Пабло Пікассо (1976)[1]
- М. Мкртчян (Гюмрі)[1]